# Konoe Michitsugu
Konoe Michitsugu (近衛 道嗣?   1333 – 1387) fue un kugyō (cortesano japonés de alta categoría) que vivió en la era Nanbokucho. Fue miembro de la familia Konoe (derivada del clan Fujiwara) e hijo de Konoe Mototsugu.
Ingresó a la corte imperial en 1337 con el rango shōgoi inferior y promovido al rango jushii inferior. En 1338 fue ascendido al rango shōshii inferior y luego al rango jusanmi, posteriormente en 1339 fue nombrado vicegobernador de la provincia de Harima. En 1341 fue nombrado gonchūnagon, en 1343 promovido al rango shōsanmi, en 1344 ascendido como gondainagon y en 1346 subió al rango junii.
Fue nombrado naidaijin en 1347, ascendido al rango shōnii y nombrado tutor imperial en 1348. Fue nombrado udaijin entre 1349 y 1360, y también en 1350 fue nombrado mensajero del príncipe imperial Okihito (futuro Emperador Sukō de la Corte del Norte). En 1355 fue ascendido al rango juichii.
Ocupó el cargo de sadaijin entre 1360 y 1362, y nombrado kanpaku (regente) del Emperador Go-Kōgon de la Corte del Norte desde 1361 hasta 1363. En 1361 fue nombrado líder del clan Fujiwara.
Como literato, fue el autor del diario Gukanki (愚管記?), que reseña los sucesos de la corte entre 1352 y 1383.
Tuvo como hijo al regente Konoe Kanetsugu.